# スキン・ディープ
スキン・ディープ（Skin Deep)は、1989年公開のブレイク・エドワーズ監督による映画作品。

## あらすじ
女好きの小説家ザックの女性関係とそれにまつわるトラブルを描いたコメディ映画。

## キャスト
- ザカリー・"ザック"・ハットン…ジョン・リッター（富山敬）
- バーニー…ヴィンセント・ガーディニア
- アレクサンドラ・"アレックス"・ハットン…アリソン・リード
- ジェイク・フェダーマン…ジョエル・ブルックス
- モリー…ジュリアン・フィリップス
- エイミー・マッケンナ…チェルシー・フィールド
- レオン・"スパーキー"・スパークス…ピーター・ドゥナット
- カート・エイムス…ドン・ゴードン
- マージ…ニナ・フォック
- アンジェラ・"アンジー"・スミス…デニーズ・クロスビー
- ウェストフォード医師…マイケル・キッド
- バニース・フェダーマン…ディー・ディー・レッシャー
- リック…ブライアン・ジェネス
- グレッグ…ボー・フォックスワース
- ルーニー…レイ・ホリット